# Justicia brevipedunculata
Justicia brevipedunculata är en akantusväxtart som beskrevs av Ensermu Kelbessa. Justicia brevipedunculata ingår i släktet Justicia och familjen akantusväxter. Inga underarter finns listade i Catalogue of Life.